# احتقار

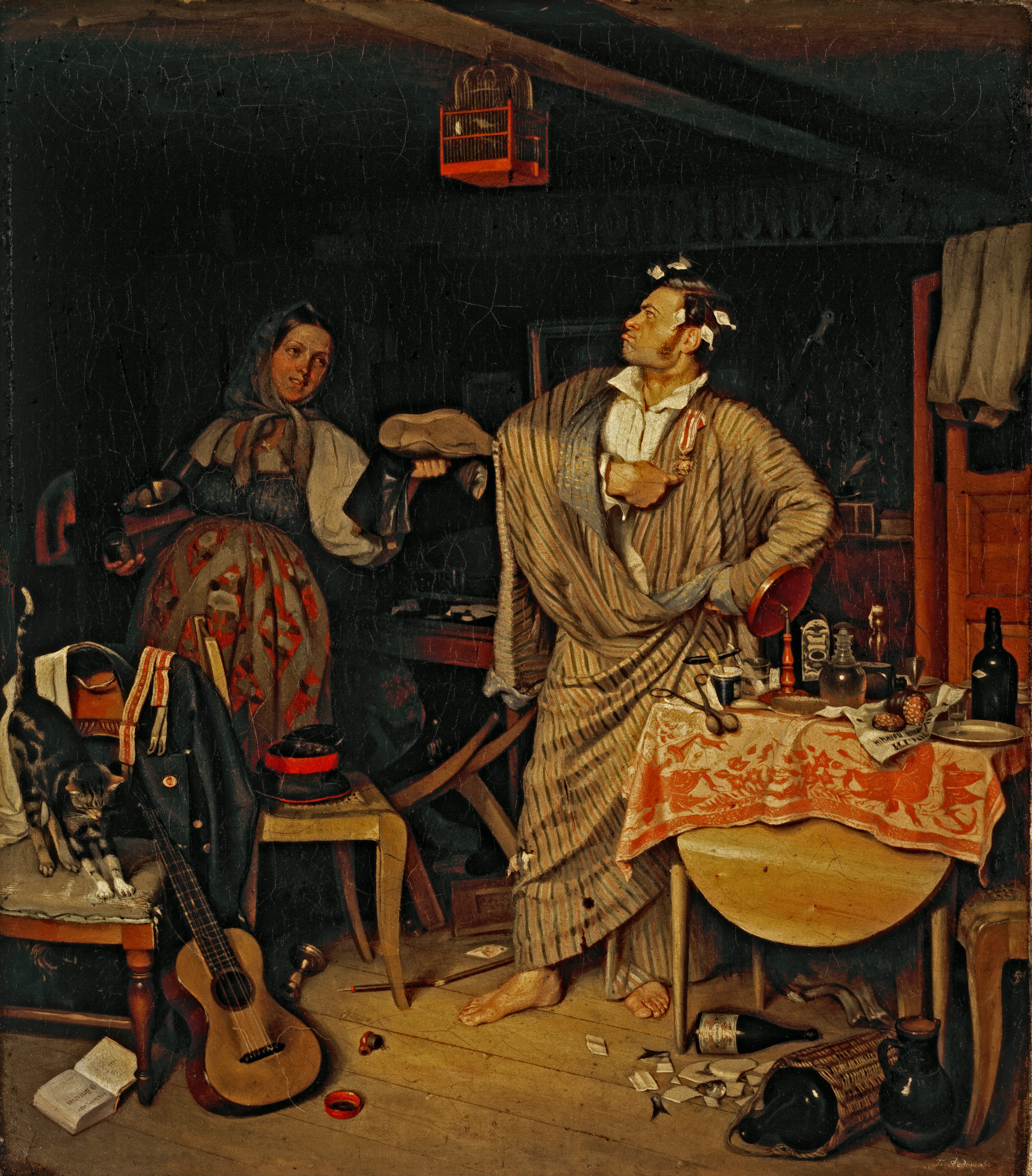

الاحتقار شعور لدى شخص لشخص آخر يرى من خلاله ان الشخص المقابل لايساوي شيء ومن الأفكار أيضا ما يمكن احتقاره ويحتقر ويكون الكبر من الأسباب الرئيسية لاحتقار الناس ويكون أيضا بسبب الاشمئزاز من الشخص المقابل أو من أفكاره وتصرفاته وتتنوع أسباب الاحتقار.

## الاحتقار في الإسلام
في حال ما كان المحتقر قد احتقر كبرا وغرورا عندها يكون احتقاره باطل لان لا يوجد ما يدعو أحد ليحتقر احدا آخر علوا وتكبرا.

## أكثر الناس احتقارا
الأكثر احتقارا هم المغرورون وهم دائما يعتقدون أن لا أحد يساويهم وأنهم على مقام أعلى من غيرهم بسبب الشهرة أو المال أو السيطرة الخ... وبعض الناس تحتقر الآخرين بسبب وضاعتهم وسفالة مبادئهم.

## أسباب الاحتقار
1. الكبر والتعالي.
2. تصرفات الآخرين التي تدعو إلى احتقارهم.
3. الكره والبغض.

## بين الاحتقار والغرور
الإنسان كائن عجيب يجمع بين المتناقضات، فإذا أمعنت النظر في بعض جوانبه وجدته أقوى من ما خلق الله في الحياة، حتى أنه استطاع أن يطير في الجو، وأن يغزو الفضاء، وأن يغوص في البحر، وأن يقلب الصحاري المجدبة إلى حدائق وأرفة الظلال، وإذا أمعنت النظر في جوانبه الأخرى وجدته ضعيفا عاجزا، تؤذيه الذبابة الشاردة، وتقتله النسمة الباردة، وتمرضه الشوكة الحادة وتورده الردى خاطرة هم ووسوسة سوء.
والإنسان العاقل هو الذي لا ينسى جوانب الضعف والقوة، فلا يغر بمظاهر القوة والذكاء والعلم حتى يزعم لنفسه كل فضيلة ويتطاول بغروره إلى كل منزله، ولا يركن إلى جوانب الضعف والعجز فيه، فيحتقر نفسه، ويزدري إمكانياته.
ومن علائم الخير في كل أمه أن تنجو من مرضين خطيرين: مرض الغرور، ومرض الاحتقار.
الغرور: هو أن ترى أشخاص يحتقرون كل من عداهم، ويتطاولون إلى ما ليس في قدرتهم، ويتدخلون فيما ليس من شأنهم، ويحكمون على ما لم يحط به علمهم، حتى ليترفع أحدهم عن الإصغاء إلى نصيحه، والاستماع لرأي، والخضوع لكبير، والإجلال لعالم... فكل واحد منهم يرى نفسه عالما فوق العلماء، وحكيما أوعى من الحكماء، وسياسيا لا تغيب عنه شارده، وعظيما لا يرى بجانبه أحدا يستحق الإجلال والإكبار.
المرض الثاني الاحتقار: وهو احتقار النفس..تجتمع إلى رجل من المرضى بهذا المرض النفسي، فتراه محطم الأعصاب، مسلوب الأرادة، فاقد الأمل، لا يثق بنفسه ولا بأمته.... .وما أقساه من مرض على الأمة إذ يشل فيها الوعي والحياة والحركة، ويجعلها ذليلة أمام كل جبار، ضعيفة أمام كل قوي.
وقد نهانا الإسلام عن هذين المرضين، وأبعدنا عن التخلق بهما.

## النهي عن الغرور
قال تعالى: ﴿وَمَا بِكُمْ مِنْ نِعْمَةٍ فَمِنَ اللَّهِ﴾ [النحل:53].
وقال: ﴿وَفَوْقَ كُلِّ ذِي عِلْمٍ عَلِيمٌ ۝٧٦﴾ [يوسف:76].

## النهي عن احتقار النفس
قال تعالى: ﴿وَلَا تَهِنُوا وَلَا تَحْزَنُوا وَأَنْتُمُ الْأَعْلَوْنَ إِنْ كُنْتُمْ مُؤْمِنِينَ ۝١٣٩﴾ [آل عمران:139].
قال رسول الله صلى الله عليه وسلم: «لا يحقرن أحدكم نفسه».